# Ernest Wittmann
Pour les articles homonymes, voir Wittmann.
Ernest Wittmann, né à Sarre-Union en 1846 et mort à Rupt-sur-Moselle en 1921, est un peintre, sculpteur et dessinateur français.

## Biographie
Fils d'un confiseur installé à Cincinnati, Ernest Wittmann découvre le modelage en 1848 lors d'un séjour à Remiremont. Son premier enseignant était le peintre Claude Nozerine. Il s'établit en 1884 à Nancy, où il suit les cours de l'école des Beaux-Arts et rencontre Victor Prouvé, qui deviendra son mentor. Il commence à exposer à Paris, des peintures et des sculptures, et se consacre exclusivement aux arts à partir de 1899. Il fait partie des membres fondateurs de l'École de Nancy.
Il est notamment connu pour ses statuettes en glaise, représentant la paysannerie vosgiennes et éditées ensuite en bronze ou en grès par les frères Mougin,.
Ses œuvres sont conservées dans les musées de Nancy, Lunéville, Paris (musée Galliera), Remiremont (musée Charles de Bruyères) et Toul.